# Cornelia Sorabji
Cornelia Sorabji, née le 15 novembre 1866 à Nashik (Inde) et morte le 6 juillet 1954 à Londres (Royaume-Uni), est une Indienne, première femme diplômée de l'université de Mumbai, la première femme à faire des études de droit à l'université d'Oxford,, la première femme avocate en Inde, et la première femme à pratiquer le droit en Inde et en Grande-Bretagne. 
En 2012, un buste d'elle est dévoilé au Lincoln's Inn, à Londres. Un Google Doodle célèbre son 151e anniversaire le 15 novembre 2017.

## Biographie

### Jeunesse et études

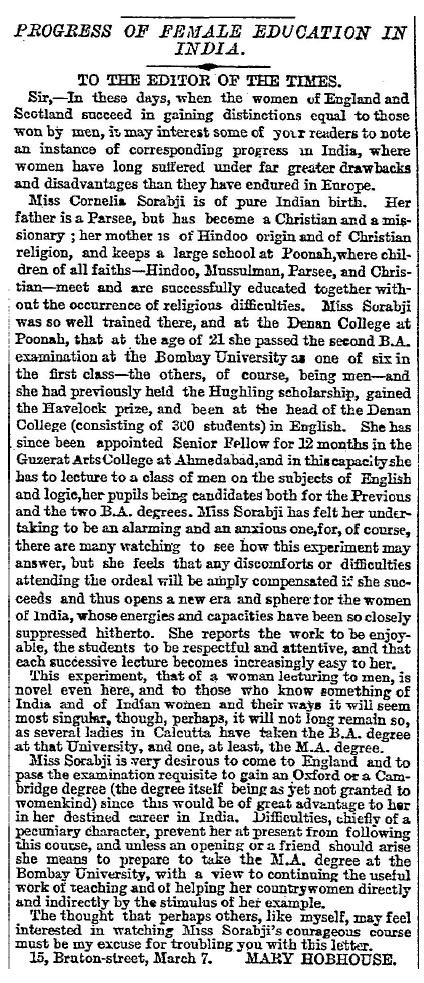
Article de Marie Hobhouse publié dans The Times, le 13 avril 1888.

Née à Devlali dans une famille de parsis, elle est membre d'une fratrie de neuf enfants. Son père, le révérend Sorabji Karsedji, est un missionnaire, qui aurait par ailleurs participé à convaincre l'université de Mumbai d'admettre les femmes comme étudiantes,. Sa mère, Francina Ford, adoptée et élevée par un couple de Britanniques, contribue à la création de plusieurs écoles de filles à Poona (aujourd'hui Pune). En raison de sa forte position sociale, cette dernière est souvent consultée par des Indiennes dans des questions relatives à l'héritage ou au droit de propriété. Elle influence sa fille dans ses choix éducatifs et de carrière.
Cornelia Sorabji a cinq sœurs et un frère ayant atteint l'âge adulte, ses deux autres frères étant morts prématurément. Elle passe son enfance d'abord à Belgaum, puis à Pune.
Elle s'inscrit au Deccan College, et prétend avoir été major de promotion à son examen final, ce qui lui ouvre les droits à une bourse du gouvernement pour poursuivre ses études en Angleterre. Elle affirme l'avoir refusée et pris à la place un poste temporaire de professeure d'anglais dans un lycée pour garçons du Gujarat. Cependant, selon d'autres sources, on lui aurait refusé cette bourse à cause de son sexe. Après être devenue la première femme diplômée de l'université de Mumbai, Cornelia Sorabji demande de l'aide en 1888 à la National Indian Association, afin de continuer ses études en Angleterre. Elle est défendue par Marie Hobhouse (dont le mari Arthur (en) est membre du Conseil de l'Inde) et par Adelaide Manning, qui contribue financièrement, tout comme Florence Nightingale et Sir William Wedderburn (en). 
Elle arrive en Angleterre en 1889 et s'installe avec Manning et Hobhouse. En 1892, elle reçoit une autorisation spéciale par décret du Congrès, en grande partie grâce à la demande de ses amis anglais, pour prendre part à l'examen de droit civil au Somerville College d'Oxford, devenant ainsi la première femme à obtenir ce droit. Elle est également la première femme à être admise en tant que lectrice à la Codrington Library du All Souls College, sur l'invitation de Sir William Anson en 1890.

### Carrière professionnelle
À son retour en Inde en 1894, Cornelia Sorabji s’implique dans le travail social pour le compte des purdahnashins, des femmes qui ont interdiction de communiquer avec le monde masculin. Dans de nombreux cas, elles disposent de propriétés importantes, mais n'ont aucun accès à l'expertise juridique nécessaire pour se défendre. Cornelia Sorabji reçoit une autorisation spéciale pour défendre leurs droits en leur nom devant les agents britanniques des principautés de Kathiawar et d'Indore, mais elle ne peut les défendre en justice, puisque, en tant que femme, elle n'occupe aucune position professionnelle dans le système juridique indien. En espérant remédier à cette situation, elle se présente alors pour l'examen de droit de l'université de Mumbai en 1897 et à l'examen pour devenir plaidante à la Haute cour d'Allahabad en 1899. Pourtant, même si elle les réussit, elle n'est pas reconnue comme avocate jusqu'à la modification de la loi interdisant aux femmes d'exercer la profession en 1923.
Elle lance aussi une pétition auprès du Bureau de l'Inde dès 1902 pour être autorisée à devenir conseillère juridique et pouvoir représenter les femmes et les mineurs devant les tribunaux provinciaux. En 1904, elle est nommée assistante à la Cour de la paroisse du Bengale et, en 1907, travaillant dans les provinces du Bengale, du Bihar, d'Orissa, et de l'Assam. Pendant sa carrière, qui durent deux décennies, elle plus de 600 femmes et orphelins dans leurs démarches légales, parfois pro bono. Elle racontera un certain nombre des cas rencontrés pendant son travail dans Between the Twilights et ses deux autobiographies. En 1924, la profession juridique est ouverte aux femmes en Inde, et Cornelia Sorabji commence à pratiquer le droit dans la province de Calcutta. Toutefois, en raison de discriminations sexistes, elle est confinée à la préparation des avis sur les affaires, plutôt qu'à la plaidoirie devant le tribunal.
Elle prend sa retraite à la Haute cour de 1929, et s'installe à Londres, retournant en Inde durant l'hiver. Elle meurt dans sa maison de Northumberland, à Green Lanes, dans le quartier de Manor House, à Londres, le 6 juillet 1954.

## Distinction
- Médaille Kaisar-i-Hind en or (1909)[7]

## Ouvrages
En plus de son travail comme réformatrice sociale et juridique, Cornelia Sorabji a écrit un certain nombre de livres, de nouvelles et d'articles. 
- 1901 : Love and Life Beyond the Purdah, Londres: Fremantle & Co.
- 1904 : Sun-Babies: studies in the child-life of India, London: John Murray
- 1908 : Between the Twilights: Being studies of India women by one of themselves, Londres: Harper
- 1916 : Indian Tales of the Great Ones Among Men, Women and Bird-People, Bombay: Blackie
- 1917 : The Purdahnashin, Bombay: Blackie
- 1924 : Therefore: An Impression of Sorabji Kharshedji Langrana and His Wife Francina, London: Oxford University Press, Humphrey Milford, 1924
- 1930 : Gold Mohur: Time to Remember, Londres: Alexander Moring
- 1932: Susie Sorabji, Christian-Parsee Educationist of Western India: A Memoir, London: Oxford University Press

Elle a écrit deux œuvres autobiographiques, intitulé India Calling: The Memories of Cornelia Sorabji (Londres: Nisbet & Co., 1934) et India Recalled (Londres : Nisbet & Co., 1936).
Elle a également contribué à un certain nombre de périodiques, comme The Asiatic Review, le supplément littéraire du Times, Atlantic Monthly, Calcutta Review, The Englishman, Macmillan's Magazine, The Statesman et The Times.